# Crithagra flaviventris
Crithagra flaviventris е вид птица от семейство Чинкови (Fringillidae).

## Разпространение
Видът е разпространен в Ангола, Ботсвана, Лесото, Намибия и Южна Африка.